# Frankolin jasnogłowy
Frankolin jasnogłowy (Campocolinus coqui) – gatunek średniej wielkości afrykańskiego ptaka z rodziny kurowatych (Phasianidae). Osiadły. Nie jest zagrożony wyginięciem.

## Systematyka
Wyróżnia się cztery podgatunki C. coqui, choć w przeszłości proponowano wiele innych, nieuznawanych obecnie:
- C. coqui spinetorum (Bates, 1928) – Mauretania i Mali do północnej Nigerii.
- C. coqui maharao (W.L. Sclater, 1927) – południowa Etiopia, środkowa i wschodnia Kenia.
- C. coqui hubbardi (Ogilvie-Grant, 1895) – frankolin płowobrzuchy[5] – zachodnia i południowa Kenia, północna Tanzania.
- C. coqui coqui (A. Smith, 1836) – frankolin jasnogłowy[5] – Gabon, Demokratyczna Republika Konga do południowej Kenii i Ugandy oraz na południe do RPA.

Za podgatunek C. coqui uznawany był frankolin jarzębaty (C. schlegelii), obecnie klasyfikowany jako odrębny gatunek.

## Charakterystyka

### Morfologia
Wygląd zewnętrzny: Samiec ma jednolicie rudą głowę i jasny, gęsto prążkowany spód. Samica ma charakterystyczny, biało-czarny wzór na głowie. Młode ubarwione podobnie do samicy, ale jaśniejsze i z nakrapianym, a nie kreskowanym wierzchem.
Rozmiary: długość ciała: 20–25 cm.
Masa ciała: samiec 227–284 g, samica 218–259 g.

## Występowanie

### Środowisko
Zamieszkuje siedliska trawiaste, włącznie z sawanną i luźnymi lasami, częsty również na terenach uprawnych.

### Zasięg występowania
Afryka, głównie na południe od równika, izolowane populacje w także w Mauretanii, Mali, Nigrze, Nigerii i Etiopii.

## Pożywienie
Nasiona, zielone części roślin i owady.

## Rozród
Gatunek monogamiczny.
Gniazdo to dobrze ukryte zagłębienie w ziemi wyścielone trawą, liśćmi i tym podobnym materiałem.
Okres lęgowy zależy od regionu: od maja do czerwca w Etiopii, lipiec w Nigerii, od końca sierpnia do marca w Demokratycznej Republice Konga i październik-kwiecień w Południowej Afryce.
Jaja: Samica frankolina jasnogłowego znosi 4–5 jaj. C. coqui coqui, żyjący na południu Afryki, znosi jaja o największym względnym ciężarze skorupy spośród wszystkich żyjących dziś ptaków, wynoszącym 29,1% ciężaru jaja.
Młode pozostają z rodzicami przez kilka miesięcy.

## Status, zagrożenie i ochrona
Status według kryteriów Czerwonej księgi gatunków zagrożonych IUCN: gatunek najmniejszej troski (LC – Least Concern). Liczebność populacji nie została oszacowana; ptak ten opisywany jest jako lokalnie od rzadkiego po pospolity. Ze względu na brak dowodów na spadki liczebności bądź istotne zagrożenia dla gatunku BirdLife International ocenia trend liczebności populacji jako prawdopodobnie stabilny. Na wielu obszarach jest to ptak łowny.